# William Dickson (futbolista)
William "Billy" Dickson (Larkhall, Escocia, 8 de abril de 1945) fue un futbolista escocés. Se desempeñaba en posición de defensa. 

## Selección nacional
Fue internacional con la Selección de fútbol de Escocia en cinco ocasiones entre 1970 y 1971, debutando el 18 de abril de 1970 con una victoria por 0-1 ante la Selección de fútbol de Irlanda del Norte.

## Clubes
Perteneció al Kilmarnock Football Club una década, jugando en este club 186 partidos y marcando sus seis únicos goles como profesional. En la temporada 1974/75 fichó por el Motherwell Football Club, donde jugaría doce encuentros. Después entrenaría durante dos años al Ayr United. Colgaría definitivamente sus botas en la temporada 1977/78 con el Hamilton Academical FC, disputando tan sólo tres partidos.
| Club                     | País    | Año         |
| ------------------------ | ------- | ----------- |
| Kilmarnock Football Club | Escocia | 1964 - 1974 |
| Motherwell Football Club | Escocia | 1974 - 1975 |
| Hamilton Academical FC   | Escocia | 1977 - 1978 |

## Palmarés

### Campeonatos nacionales
| Título                    | Club                     | País    | Año     |
| ------------------------- | ------------------------ | ------- | ------- |
| Premier League de Escocia | Kilmarnock Football Club | Escocia | 1964/65 |